# Pieve di Santa Maria di Savonuzzo
La pieve di Santa Maria di Savonuzzo, popolarmente conosciuta come pieve di San Venanzio, è un edificio sacro sito a ovest del centro di Copparo, cittadina in provincia di Ferrara.
Piccola chiesa dalla semplice architettura romanica, venne eretta nel 1344, come ricordato sulla lapide murata sulla parte superiore destra della facciata, su iniziativa di Giovanni da Saletta, feudatario del territorio, su un piccolo rilievo nei pressi di un alveo fluviale oramai scomparso al fine di donare alla comunità un luogo dove partecipare alle funzioni religiose. Dedicata alla Vergine Maria, madre di Gesù, all'intitolazione originaria venne aggiunta popolarmente quella del culto a san Venanzio di Camerino, martire cristiano nel III secolo.
L'edificio, sconsacrato e privo al suo interno di arredamenti sacri, fu oggetto di un restauro conservativo al termine del XX secolo che ne ha restituito accessibilità, permettendo di recuperare, pur parzialmente, gli affreschi di scuola bolognese dipinti alle pareti interne che rappresentando episodi della vita della Vergine Maria e risalenti all'epoca della sua costruzione.